# Christa Uhlig
Christa Uhlig (* 1947) ist eine deutsche Pädagogin und Hochschullehrerin.

## Leben und Wirken
Christa Uhlig lehrte von 1975 bis 1986 an der Pädagogischen Hochschule Leipzig. Im Jahr 1980 habilitierte sie und begann eine Forschung zur in der DDR offiziell abgelehnten Reformpädagogik. Von 1986 bis 1990 wirkte sie am Institut für Theorie und Geschichte der Pädagogik an der Akademie der Pädagogischen Wissenschaften Berlin, bevor sie von 1991 bis 1999 in bildungshistorischen Forschungsprojekten an der Humboldt-Universität zu Berlin mitarbeitete.
Ein Schwerpunkt ihrer Arbeit waren Veröffentlichungen zur Reformpädagogik, zur frühen sowjetischen Pädagogik und zur Bildungsgeschichte der DDR.

## Schriften (Auswahl)
- „Rückkehr aus der Sowjetunion: Politische Erfahrungen und pädagogische Wirkungen. Emigranten und ehemalige Kriegsgefangene in der SBZ und frühen DDR“, Weinheim 1998
- Aufsatz in: Neuner, Gerhart / Friedrich, Bodo u. a. (Hrsg.): „Soziale Befreiung – Emanzipation – Bildung. 'Das Jahrhundert des Kindes' zwischen Hoffnung und Resignation“, [= Abhandlungen der Leibniz-Sozietät, Bd. 5], trafo verlag 2001, 160 S., ISBN 3-89626-262-9